# River (Kent)
Pour les articles homonymes, voir River.
River est une paroisse civile et un village du Kent, en Angleterre.